# Svensksundsvägen

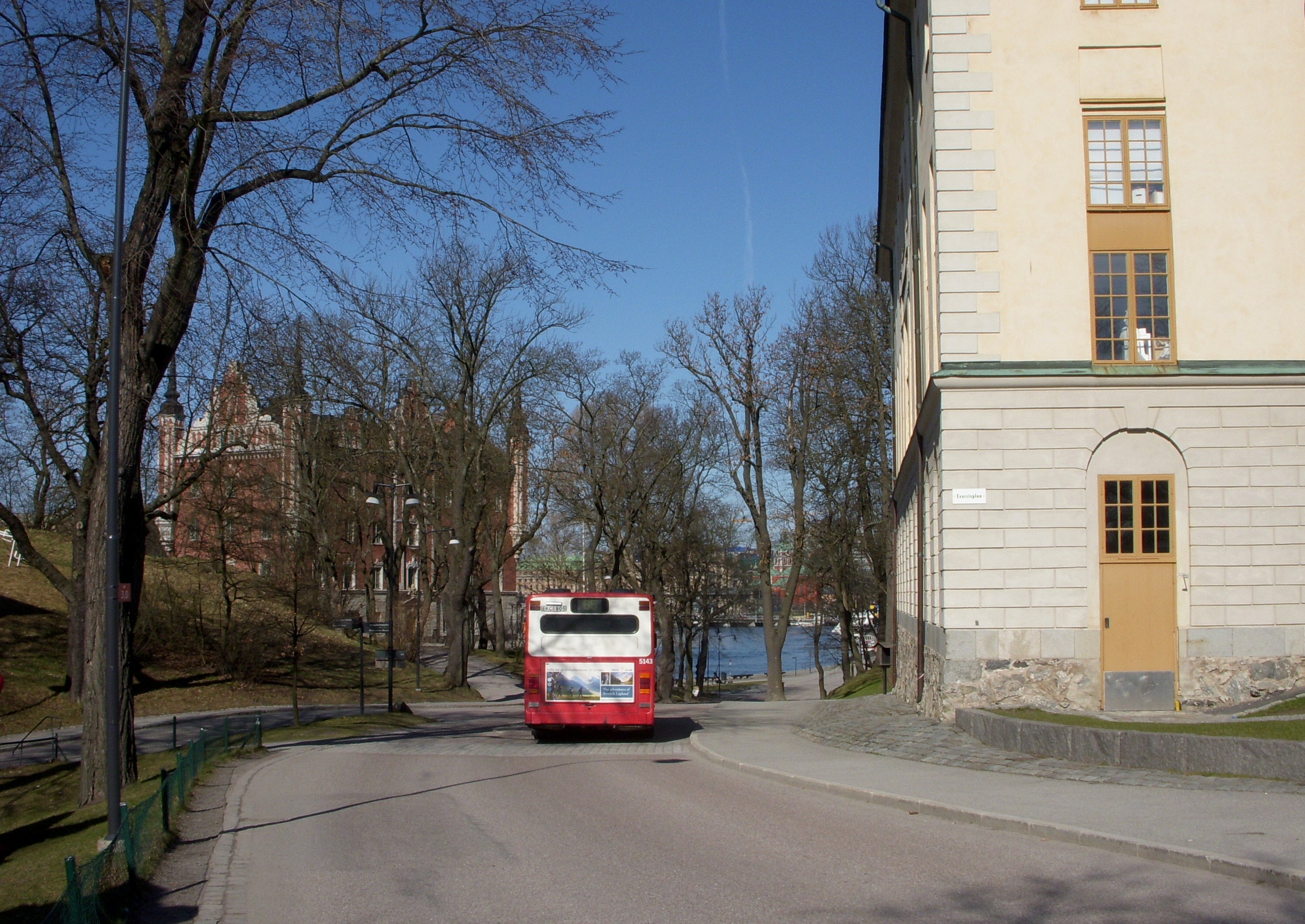
Svensksundsvägen mot norr i höjd med Båtsmanskasernen, april 2009.

Svensksundsvägen är en gata på Skeppsholmen i Stockholm. Den sträcker sig från Skeppsholmsbron i norr över de centrala delarna av ön i en mjuk böj mot öst och slutar vid  Östra brobänken på Skeppsholmens östra sida.

## Beskrivning

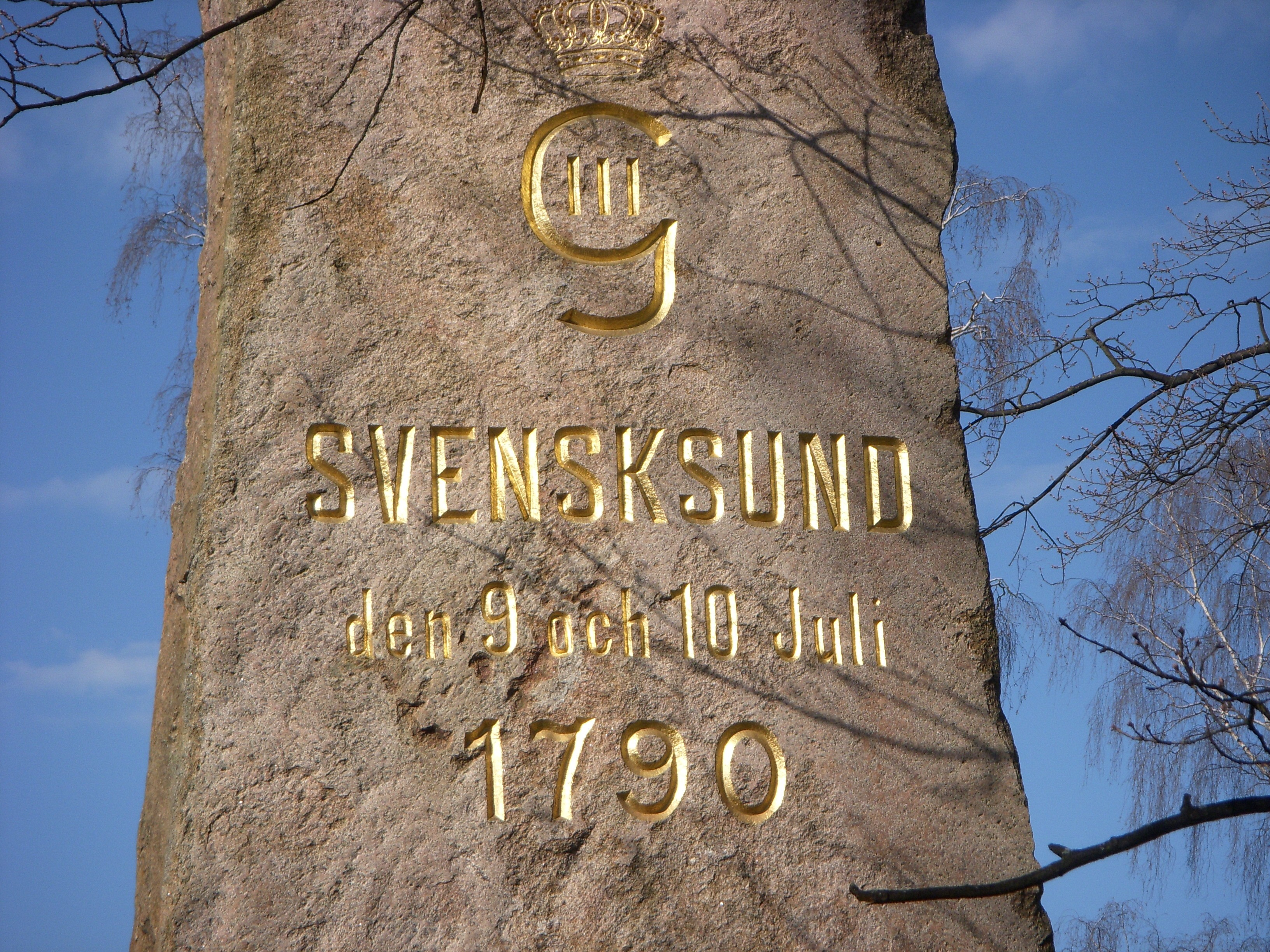
Svensksundsstenen

Namnet härrör från Svensksundsstenen som finns mitt i Svensksundsparken  där Svensksundsvägen passerar förbi. Stenen avtäcktes den 9 juli 1890, då man firade hundraårsminnet av segern för Slaget vid Svensksund. Gatan fick sitt nuvarande namn 1972.
Längs gatans norra sida finns några intressanta byggnader, som  Högvakten,  Båtsmanskasernen,  Östra och Västra varvskansliet och  Byggnadsdepartementet.  Längs södra sidan finns Svensksundsparken med bland annat skulpturgruppen Paradiset och "Caisa Rultas pump". Sedan hösten 2017 har Bergrummet – Tidö collection of toys and comics sin entré vid Svensksundsvägen 5.